# Winona (Misuri)
Winona es una ciudad ubicada en el condado de Shannon en el estado estadounidense de Misuri. En el Censo de 2010 tenía una población de 1335 habitantes y una densidad poblacional de 135,39 personas por km².

## Geografía
Winona se encuentra ubicada en las coordenadas 37°0′15″N 91°19′37″O / 37.00417, -91.32694. Según la Oficina del Censo de los Estados Unidos, Winona tiene una superficie total de 9.86 km², de la cual 9.86 km² corresponden a tierra firme y (0%) 0 km² es agua.

## Demografía
Según el censo de 2010, había 1335 personas residiendo en Winona. La densidad de población era de 135,39 hab./km². De los 1335 habitantes, Winona estaba compuesto por el 96.93% blancos, el 0.07% eran afroamericanos, el 0.82% eran amerindios, el 0.07% eran asiáticos, el 0% eran isleños del Pacífico, el 0.15% eran de otras razas y el 1.95% pertenecían a dos o más razas. Del total de la población el 1.5% eran hispanos o latinos de cualquier raza.